# Ecliptopera dentifera
Ecliptopera dentifera là một loài bướm đêm trong họ Geometridae.